# Jagaboranahalli, Belur
Jagaboranahalli là một làng thuộc tehsil Belur, huyện Hassan, bang Karnataka, Ấn Độ.